# Famille Martinot
Pour les articles homonymes, voir Martinot.
Cette page explique l’histoire ou répertorie les différents membres de la famille Martinot.

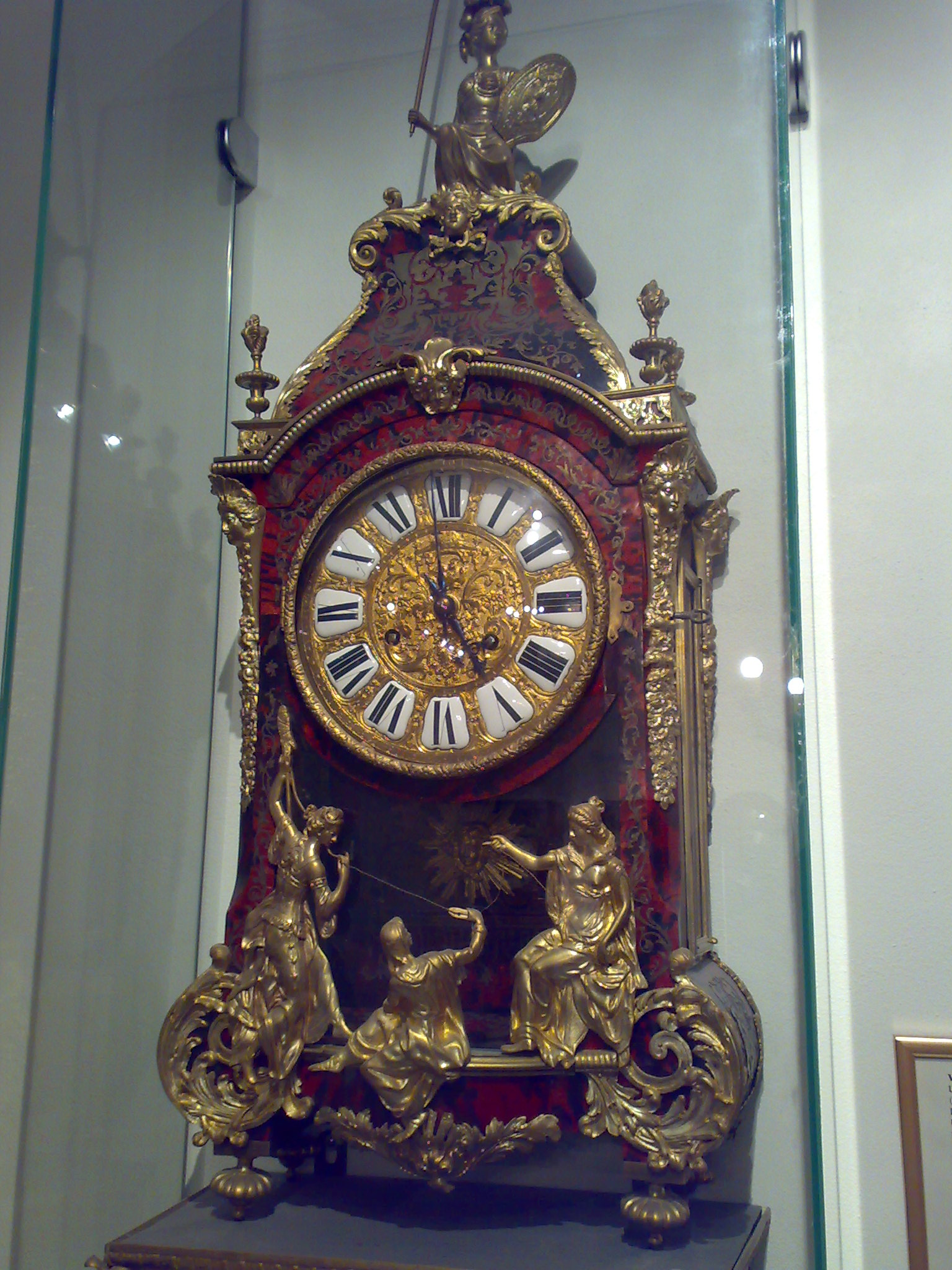
Horloge par Balthazar Martinot, 1678.

La famille Martinot est une famille française qui fonda une dynastie d'horlogers dont la présence est attestée à Paris dès le milieu du XVIe siècle, et à la Cour de France à partir du règne du roi Henri IV.

## Histoire
La famille Martinot compte parmi ses membres, bon nombre d'artisans habiles et inspirés qui se sont succédé, en tant qu'officiers attachés sous la direction du grand chambellan de France à la chambre et à la garde-robe de la Maison civile du roi, à la charge d'horloger du roi. Avec cette charge, ils ont obtenu le privilège d'un logement dans les galeries du palais du Louvre dès 1664.Cette charge est même devenue héréditaire dans cette famille. Durant le XVIIIe, les membres de cette famille ont été les principaux valets de chambre-horlogers à occuper cette charge dans les maisons ayant cet office. Les troubles de la Révolution française mirent un terme à leurs activités dont le succès avait rendu cette famille, du XVIe au XVIIIe siècle, célèbre dans toute l'Europe. La famille Martinot semble avoir disparu à cette époque.
Sa généalogie, jusqu'alors mal connue, et dont les publications ont souvent donné une version erronée, est désormais plus fidèlement établie grâce aux recherches de H. Levasseur, publiées par Tardy dans le Dictionnaire des horlogers français.

## Généalogie
I Gilbert Martinot, horloger, demeurant à Paris, apprenti en 1549, cité jusqu’en 1592. De son mariage avec N.N., il eut :
1. Denis Martinot (vers 1550-?), horloger à Paris, époux de Marie Hoche, horloger des rois Henri IV et Louis XIII, cité entre 1588 et 1611. Dont postérité : nombreux horlogers du roi et du Palais, à Paris.
Fondateur de la branche aînée (voir ci-dessous).
2. Jean Martinot (?-?), horloger à Paris, cité entre 1597 et 1596[réf. nécessaire], dont postérité : nombreux horlogers du roi, de la reine et aux galeries du Louvre
Fondateur de la branche médiane (voir ci-dessous), dont le plus éminent représentant est Henri Martinot[4] (1646-1725), horloger du roi aux galeries du Louvre, époux d’Élisabeth Girardon, fille du sculpteur.
3. Zacharie Martinot (vers 1600-?), horloger à Paris, horloger du roi, épouse en premières noces en 1629 Marguerite Moret et en secondes noces en 1637, Marguerite Girardot.
  1. Sa fille épouse l’horloger Gaulard, dont descendent les horlogers Gaulard dit Martinot.
4. Balthazar Martinot (?-1697), horloger à Rouen, gouverneur du Gros-Horloge jusqu’en 1694,
5. François Martinot, qui suivra sous II,
Fondateur de la branche cadette dite de François et des Balthazar Martinot.
6. Barnabé Martinot (?-1662 Londres), horloger à Orléans, cité entre 1620 et 1634, s’établit à Londres pour cause de religion[5].

### Branche aînée fondée par Denis Martinot
II. Denis Martinot (vers 1550-?), horloger à Paris, époux de Marie Hodé, horloger des rois Henri IV et Louis XIII, cité entre 1588 et 1611.
III. Denis Martinot (vers 1585-vers 1640), horloger à Paris, horloger du roi (1611-1636), horloger du Palais (1616), horloger et valet de chambre du roi, garde et conducteur de l'horloge du Palais, demeurant au Palais, paroisse Saint-Barthélémy à Paris (1634). Il épousa Guionne Gallet.
Dont :
1. Claude Martinot (1606-vers 1642), horloger à Paris, épousa en 1634 Claude Gagnier.
2. Charles Martinot (vers 1608-vers 1652), horloger à Paris, épousa Marie Vabois.
3. Pierre Martinot (1610-vers 1644), horloger à Paris, épousa Renée Villain.

### Branche cadette fondée par Jean Martinot
II Jean Martinot (?-?), horloger à Paris, cité entre 1577 et 1596.
Dont :
1. Jean Martinot (1577-?), horloger à Paris, horloger du roi et de la reine, épousa Jeanne de Lyon.
2. Gilles Martinot, suit sous III

III Gilles Martinot (1622-1670), horloger du roi, épousa en 1643 Honorine Perret, dont :
IV Henri Martinot (1646-1725), horloger aux galeries du Louvre (1670-1684), horloger de la Maison du Roi (1664-1725), épousa Élisabeth Girardon, fille du sculpteur le chevalier François Girardon. Dont :
1. Jacques Martinot (1684-1729)[2], horloger à Paris, premier horloger du roi et de la reine, épousa Anne-Geneviève de la Genière. Dont :
  1. Jacques Martinot, horloger du roi de 1723 à 1732, sous le règne de Louis XV.
2. Claude Martinot, qui suit sous V.

V. Claude Martinot (vers 1699), horloger aux galeries du Louvre, horloger du roi de 1718 à 1742, sous la régence de Philippe d'Orléans et le règne personnel de Louis XV, il épousa Jeanne-Madeleine Richer. Dont :
VI Claude II Martinot (?-1767), horloger du roi et horloger aux galeries du Louvre, épousa N.N., dont :
VII Jean-Claude Martinot (1731-?).

### Branche benjamine fondée par Balthazar Martinot
II. François Martinot, horloger à Rouen, cité de 1610 à 1636, épousa N.N. Dont sous III :
III. Balthazar Martinot (1610-1697), horloger à Rouen, gouverneur du Gros Horloge, épousa I. en 1636 Catherine Hubert et II. en 1672, Marie Le Febvre. Il s’établit à Paris vers 1661. Dont, du premier lit :
1. Balthazar Martinot dit l’Aîné, qui suit sous IV.
2. Claude Martinot (1637 Rouen-vers 1698), horloger du roi aux Galeries du Louvre, épousa à Paris en 1674, Françoise-Antoinette Decreaux.
3. Gérosme Martinot.

IV. Balthazar Martinot dit l’Aîné (1636 Rouen-1714 Saint-Germain-en-Laye), horloger de la reine Anne d’Autriche puis du roi Louis XIV et du Conseil. Il s’établit à Paris vers 1680. Il avait épousé en premières noces Anne Belon et en secondes noces Catherine de Châlons. Dont de sa première épouse :
1. Suzanne Martinot, épousa maître François Faulcon, conseiller du roi au bailliage et siège présidial de Rouen.
2. Étienne Martinot, maître horloger, né peut-être en 1639 à Rouen, mort le 31 mai 1702 sur le quai des Augustins, inhumé le 1er juin 1702 à Saint-André-des-Arts[8], Paris, épousa en 1666, Cécile Meslin. Dont :
  1. Zacharie Martinot, épousa à Saint-Barthélemy le 16 novembre 1692,  Agnès Jucquehors[9], fille d'Antoine Jucquehors, marchand de vin, et de Nicole de Vauconsains (témoins de la part du marié Gilles Martinot, me. horloger, oncle paternel ; et Philippe Vandivout, orfèvre de Monseigneur, et de la part de la mariée, Nicolas Dubus, marchand franger, oncle de la mariée, et Henry Malerme, marchand, ami).
3. Zacharie Martinot, maître horloger.
4. Gilles Martinot, (1658-1726), maître horloger, épousa à Paris en 1687, Élisabeth Lejeune.
5. Anne Martinot (?-1707) épousa Philippe van Dievoet dit Vandive (1654 Bruxelles-1738 Paris), le fameux orfèvre du Roi et du Dauphin, frère du sculpteur bruxellois Pierre van Dievoet.
6. Catherine Martinot[10] qui épousa par contrat du 30 août 1699, Antoine Barrois[11](?-1749), Écuyer, valet de chambre ordinaire du Roi, fils de Claude Barrois, valet de chambre ordinaire du roi, et de Marie-Marguerite Liebeuf[12].  Les témoins à ce mariage furent Louis XIV lui-même, Monseigneur le Grand Dauphin, le duc de Bourgogne, Marie-Adélaïde de Savoie, Philippe d'Anjou et beaucoup d'autres[13].
7. Sieur Louis Balthazar Martinot, Officier de la Maison du Roy, qui suit sous V.

V. Sieur Louis Balthazar Martinot, mort le 13 janvier 1731, rue de la Ville-l'Évêque vis-à-vis l'église de la Madeleine de la Ville l'Évêque, écuyer, valet de garde robe du Roy, Officier de la Maison du Roy, épousa Dame Madelaine de la Champagne, morte le 14 octobre 1760, rue des Vieilles Étuves Saint-Martin. Dont quatre enfants:
1. Balthazar Jacques Martinot qui suit sous VI.
2. Marie Madelaine Martinot, née en 1720.
3. Marin Martinot, né en 1728.
4. François Martinot, né en 1730.

VI. Balthazar Jacques Martinot, né en 1718.

## Pour approfondir